# Edgar Aabye
Edgar Lindenau Aabye (n. 14 septembrie 1865, Danemarca – d. 30 aprilie 1941) a fost un campion olimpic la tragerea frânghiei pe echipe (combinata Danemarca-Suedia) la ediția a II-a a Jocurilor Olimpice, Paris 1900. Danemarca-Suedia a câștigat medalia olimpică de aur învingând echipa gazdă, Franța.  Această probă a avut loc numai în edițiile 1900-1920. 